# École professionnelle Edmond Peeters
L’école professionnelle Edmond Peeters (EPEP) est une école secondaire spécialisée située à Ixelles en Belgique au numéro 94 de la rue Sans-Souci. Elle offre une pédagogie individuelle pour les jeunes ayant des difficultés d’apprentissage. Elle prend en charge des élèves présentant un léger trouble mental comme l’autisme, l’aphasie ou encore la dysphasie, en leur offrant une formation générale, sociale et professionnelle pour faciliter leur insertion socioprofessionnelle,. Cet établissement scolaire est classé aujourd’hui comme patrimoine d’Ixelles pour son architecture néoclassique. Elle a été construite par l’architecte Louis Rousselle (1828-1898). La première école communale d'Ixelles ouvre ses portes en 1860.

## Présentation générale

### Histoire
Pendant le régime hollandais, l’enseignement a été amélioré grâce à une administration stricte qui a permis une meilleure organisation du système éducatif. Cela avait pour but de diminuer le taux d’analphabétisme. Pour Guillaume Ier d'Orange-Nassau, l’État doit mener et surveiller l’enseignement grâce à une organisation scolaire modèle. En 1823, l’État met à disposition des provinces des moyens financiers pour construire et améliorer les écoles. Malgré un manque de succès, l’État et les provinces vont continuer à financer la construction des écoles. Par exemple à Bruxelles, il n'y a jusqu’en 1837 que deux écoles gratuites. Le développement scolaire est mis en pause par la révolution mais en 1831, les écoles sont réorganisées. En 1842, quand  la loi organique réglant l’enseignement primaire a été votée, il n’y avait que quatre écoles à Ixelles. Dès 1846, Edouard Ducpétiaux commence à se préoccuper de l’état de l’instruction publique. La ville possède cinq écoles primaires communales ouvrent successivement en 1820, 1825, 1837, 1842 et 1845. En 1846, ces écoles comptent 2 700 élèves. Mais après la mise en pratique de la loi de 1842, la population a augmenté. Il n’y a pas assez d’espace dans les écoles pour accueillir de nouveaux élèves. À la suite d'un vote du conseil communal, six écoles primaires ont été établies, elles comptent 1 241 élèves (l’école d’enseignement mutuel de la rue des Minimes, l’école primaire  protestante, l’école primaire  israélite, l’école des filles de la rue Saint-Christophe, et deux écoles primaires supérieures (une pour filles et une pour garçons), dix écoles privées gratuites qui dénombrent 2 662 enfants, 76 écoles privées payantes avec 2 908 élèves, ce qui fait un total de 6 811 élèves. Avec les écoles communales, le total est d’environ 9 500 enfants scolarisés dans l’enseignement primaire. Malgré cela, il reste environ 6 330 enfants qui sont en âge de suivre les cours mais qui ne reçoivent pas d’instruction. Ducpétiaux constate aussi que les écoles sont encombrées. Et si on prend en compte ce que disent les hygiénistes, il faut 3 m3 d’air par enfant en classe. Ce n’était pas le cas. Ducpétiaux plaide une augmentation du nombre d’écoles et une amélioration des conditions sanitaires .
Vers 1840, toutes les communes disposent d’une école , de même qu’Ixelles dont l’école se situait à proximité de la place Saint-Croix. Mais à partir de 1842, la population est en hausse, l’école devient alors trop petite pour accueillir tous les élèves et sera déplacée à la  rue Mercelis. En 1849, deux nouvelles écoles sont créées, une dans le quartier de Boondael (l’école du Bois de La Cambre qui a aussi été construite par Louis Rousselle ) et l’autre dans celui du bas-Ixelles. En 1857, une autre école pour filles a été aménagée dans les bâtiments d’une ancienne boucherie communale sur la place Fernand Cocq. Et c’est en 1858, lors d’une séance du conseil communal qu’il est décidé de bâtir sur le site du château Sans-Souci une nouvelle école qui avait pour objectif de fournir un enseignement pour les garçons et les filles du bas-Ixelles et de la rue Mercelis. L’école communale ouvre ses portes en 1860 ; elle offre la possibilité à 392 élèves d’étudier gratuitement.  
En 1958, Edmond Peeters fonde une nouvelle école entre ces mêmes murs : l’École technique d’électricité et de mécanique. Il en devient le directeur. L’école est renommée plus tard comme « L’école professionnelle Edmond Peeters (E.P.E.P.) » par le Conseil Communal,.

### Architecte
Louis Rousselle est né à Bruxelles le 29 janvier 1828. Il est le fils du directeur de la prison des Petits-Carmes. Il a étudié à l’Académie des Beaux-arts de Bruxelles. Le 12 mai 1855, il devient architecte-inspecteur des bâtisses de la commune d’Ixelles, en remplacement de Gustave De Man. Une des premières tâches de Rousselle est de concevoir une nouvelle école sur le site du château Sans-Souci. 
Le projet est soumis au Conseil communal le 17 juillet 1858 qui l’accepte le 31 juillet. Le but était d’ouvrir cette école au 1er octobre 1859 mais, malgré toutes les études faites précédemment, le plan a fait l’objet de nombreuses critiques du ministère. Tout d’abord en 1858, Louis Spaak déclare que le préau couvert est sombre, inutile et même nuisible parce qu’on y prévoit d’y disposer des latrines. C’est d’après lui une serre chaude et un foyer d’infection favorisé par le manque d’aération et son obscurité (causé par son emplacement au centre du plan sans contact avec l’extérieur). Il reproche aussi les dimensions trop petites du terrain (causé par le coût élevé du terrain). Tous ces reproches ont été repoussés. Tout d’abord, la présence d’un préau est nécessaire pour l’établissement scolaire (plus facile de surveiller les allées et venues des élèves) et un système d’aération est mis en place pour régler le problème d’hygiène. De plus, le manque de lumière au centre du plan est résolu par un éclairage bilatéral côté préau et côté cour. Enfin, les dimensions choisies de la cour par rapport au nombre d’élèves prévus sont en effet insuffisantes mais ce nombre est un maximum, il y aura donc moins d’élèves. Le coût total de la construction s’élève à 108.117,48 frs.

### Analyse architecturale

#### Plan
Le bâtiment s’étire en longueur, parallèlement aux rues du Viaduc et Sans-Souci. Il est précédé, vers les deux rues, des cours de récréation où se trouvent les entrées garçons et filles qui sont distinctes puisqu’elles se situent dans deux rues différentes. Ces deux entrées, débouchent dans les deux vestibules joints sous l’aile et se rejoignent au préau central couvert large de 7 mètres qui séparent les deux ailes de classes. Le plan indique en noir une séparation au milieu du vestibule mais le document dessiné en 1868 est différent : il indique clairement un préau ou une galerie couverte et une simple cloison basse entre les deux. Les portes des deux ailes de classes donnent sur ce préau. Les circulations y sont donc toutes différentes : on passe de classe en classe par l’intérieur du bâtiment et non par l’extérieur.  Le bâtiment se dresse en retrait de l’alignement de la rue. Il est équipé d’une cour composée de six tilleuls à l’avant et est séparé de la rue par des piliers en pierre bleue qui enserre une clôture. Le plan est rectangulaire et est composé de quatre classes de part et d’autre de deux couloirs axiaux distincts (un pour les filles et un pour les garçons). En 1873-1875, le plan est agrandi de deux travées d’entrées (de chaque côté du plan) et d’un niveau. De plus, les deux couloirs jusque-là distincts, s’unissent pour former un préau éclairé par un lanterneau.

#### Façades
C’est une architecture de style néoclassique. Une des caractéristiques du néoclassicisme c’est la symétrie qui est fort présente dans la composition de l'élévation: l’axe de cette composition est mis en évidence par un traitement plus riche, comportant des parties en ressaut et un fronton sur l’entablement.  La façade s’élève sur deux niveaux et est composée de douze travées. Celles aux extrémités (rajoutées en 1873-1875) sont en ressaut et  marqué d’un rez-de-chaussée à refends continus au-dessus des portes.  Sur les élévations, la façade avant présente un bossage continu en table. Ils rayonnent au-dessus des baies de la travée centrale et des portes d’entrée au rez-de-chaussée, pour permettre une assise visuelle à l’élévation. Ils accentuent  l’axe en mettant en évidence la travée centrale. Du côté de l’entrée de droite vient se greffer une aile de trois travées perpendiculairement au bâtiment. Cela crée une forme d’asymétrie en façade puisque cette aile n’est présente que d’un côté de la façade. Les deux travées axiales, également en ressaut, sont réunies sous un pseudo fronton rehaussé d’une horloge. Les façades avant et arrière sont composées de la même façon, à l’exception du fronton sur la façade avant. Ce fronton est orné de denticules en dessous de l'entablement et est posé sur deux colonnes engagées d’inspiration dorique. Ici, il n’y en a pas. Le rez-de-chaussée est percé de baies à arc surbaissé et d’un encadrement mouluré en creux, reliées entre elles par une archivolte continue. A l’étage, la façade est percée de fenêtres à arc en plein-cintre. Des bandeaux continus saillants en pierre bleue prolongent presque systématiquement les appuis de fenêtres  et séparent les niveaux.

#### Matériaux
Dans ce cas-ci, le portail est en pierre bleue (les piliers qui enserre le grillage et la partie inférieure) ainsi que le soubassement et les bandeaux saillants. Le reste de la façade est en brique enduite  et peinte en blanc.

### Ouvrages papiers
- Françoise Jurion, L’école en beauté, un exemple d’architecture pour l’enfant, dans Cahiers Bruxellois-Brusselse Cahiers (Bruxelles), 2015, p. 194-243.
- Marianne Puttemans, Histoire de l’architecture jusqu’à la période moderne : Volume 2, 7e édition de la Presse Universitaire de Bruxelles, Bruxelles, 2017.

### Ouvrages numériques
- Ministère de la région de Bruxelles-Capital/ Direction des Monuments et des Sites, Les fiches du glossaire : Le Style Néoclassique, s.é., 2008.
- Rue Sans-Souci 94
- Site officiel: École Professionnelle Edmond Peeters
- Le régime hollandais en Belgique (1815-1830) et la naissance du Grand Duché
- DEPREZ, Victor, Petit cours d’histoire de Belgique, Maison d'édition Albert De Boeck, 1916, pp. 158-160.
- Types et formes de l'enseignement spécialisé
- Site officiel: École du Bois de la Cambre